# Eve Angel
Eve Angel (Boedapest, 19 mei 1983) is een pseudoniem van Eva Dobos, een Hongaars pornoactrice en model. Andere pseudoniemen waaronder ze heeft gewerkt zijn Eva Shine, Marina Mendoza, Eve, Katie, Daphne en Severine.

## Leven
Angel heeft een jongere zus en een oudere broer, met wie ze een designbedrijf heeft. Op 18-jarige leeftijd werd ze model. Haar vroege werk was vooral heteroseksueel, maar haar werk is steeds meer richting lesbische scènes verschoven. 
In 2009 won Angel de AVN-Award voor Female Foreign Performer of the Year. 

## Films (selectie)
- Hustler XXX 9 (2001)
- Young Lesbian Lust 1 (2003)
- Junior College Girls (2003)
- Yo puta (2004) (reguliere film)
- Eve's Adventures (2004)
- LesBabez (2004)
- Bubblegirls: Eve Shoot One (2004)
- Bubblegirls: Eve Shoot Two (2004)
- My Dear Eve (2005)
- All About Eve (2005)
- Eva & Mia Stone Lesbian Sex (2005)
- Taste My Lips (2008, Private Media Group)
- Supreme Hardcore 2 (2006)
- ALS DVD #90: Eve Angel - Part 1 (2006)
- Inside Peaches (2007)
- Lick Land (2007)
- Yasmine & Régina: Pornochic 16 (2008)
- Ladies of Pleasure (2008)
- Young Harlots Dirty Secrets (2008)
- Russian Institute - Lesson 10 (2008, Marc Dorcel)
- Mad Sex Party: Pussy Prison (2008)
- Cannibals... Women Eating Women (2009)
- La Femme Lovers (2009)
- Sex Tapes with Jo & Eve Angel (2009)
- Private Lesbian 10: Taste My Lips (2009)
- Lesbian Encounters (2009)
- Lezlove 6: Invitation (2010)
- Budapest 5 (2011)
- She Made Me Cum (2011)
- Anna Polina: Pornochic 20 (2011)
- Hot Wet Lesbians (2012)
- Fantasmes 4: Bourgeoises & Lesbiennes (2012)
- Give Me Pink 13 (2013)
- Club Pink Velvet: Lesbian Heaven (2013)
- Lesbian Workout (2013)
- Hot Bikini Girls (2014)
- Provocative Moods (2014)
- Fetish Clinic (2014)
- Discreet Service (2014)
- Incredible Lesbian Tits (2019)

## Onderscheidingen
- 2009: AVN Award - Female Foreign Performer of the Year